# Olympisches Dorf

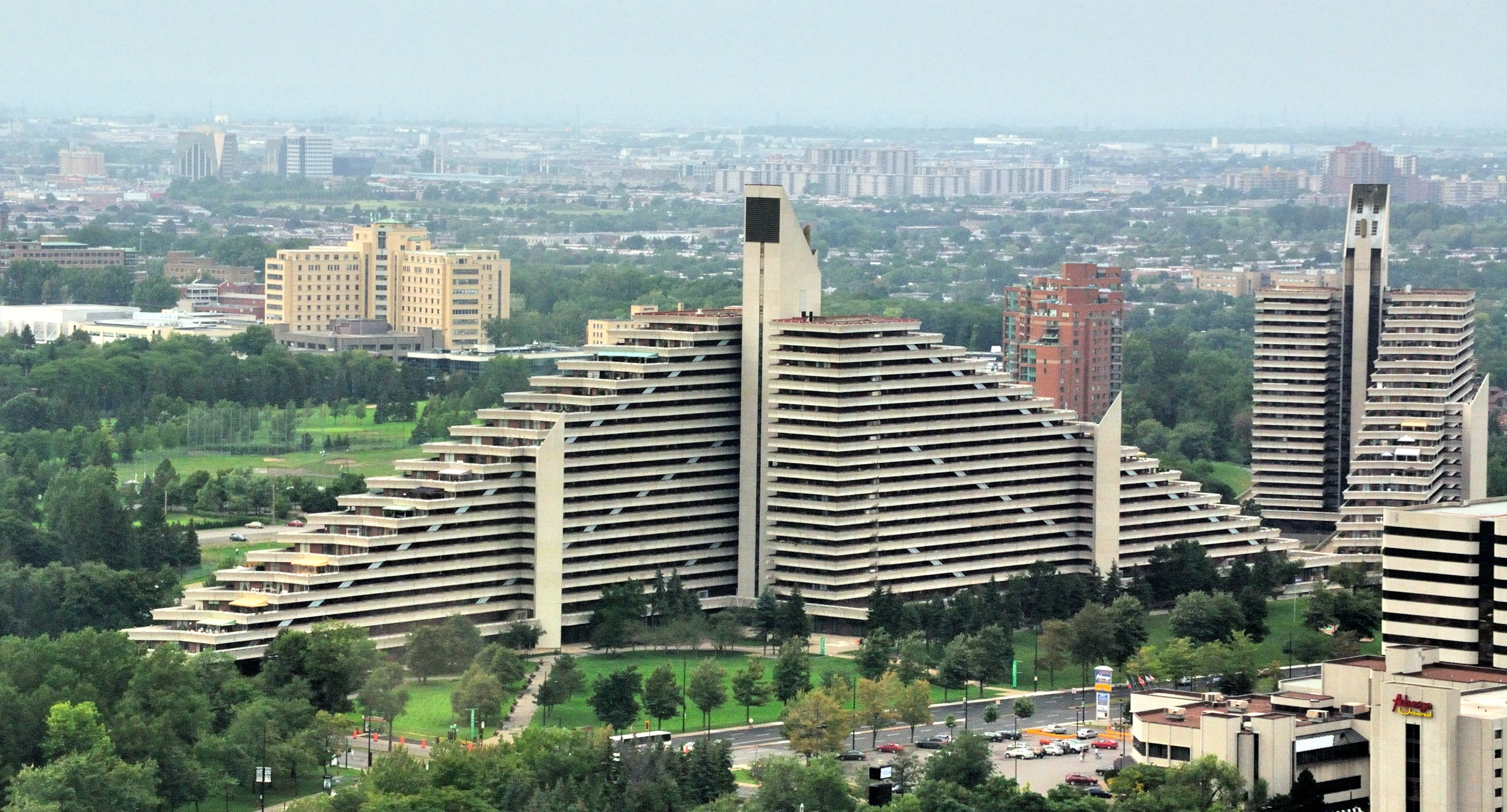
Olympisches Dorf in Montreal

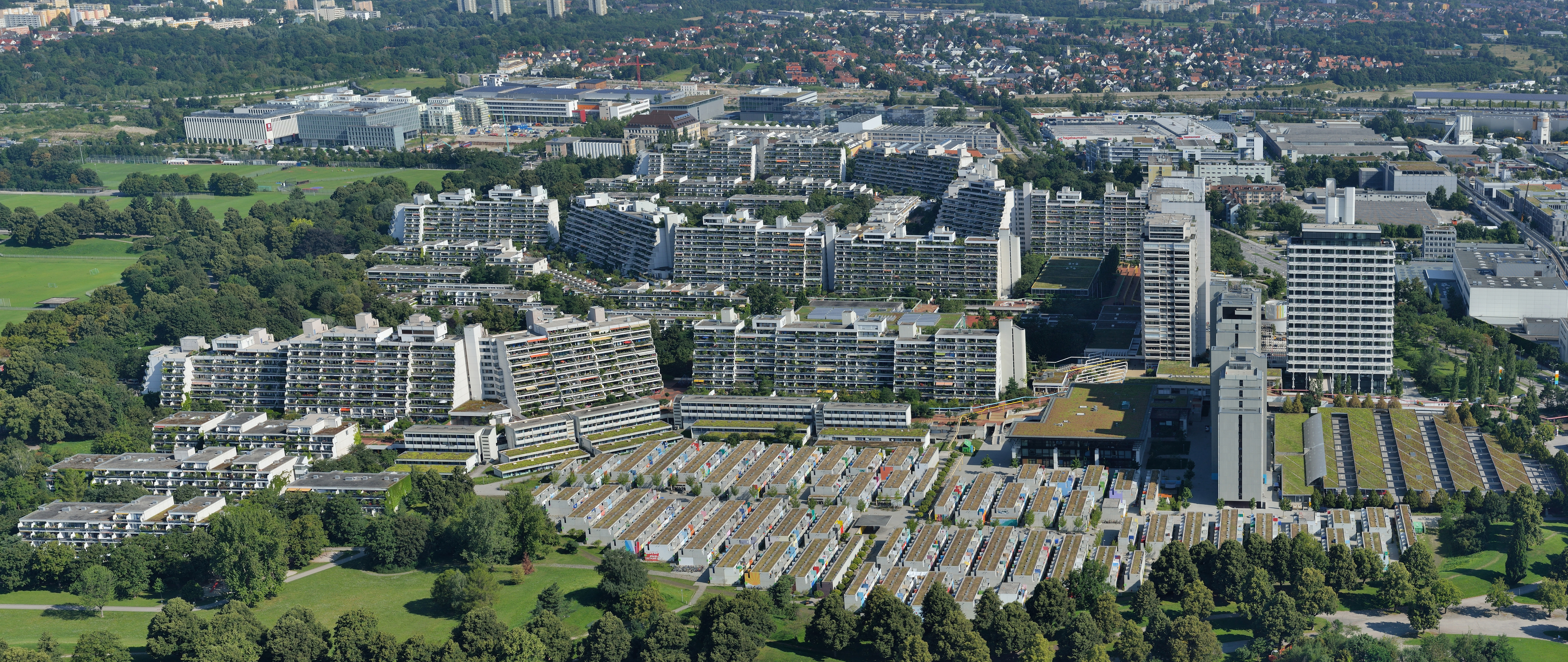
Das Olympiadorf von 1972, im Nordteil des Olympiaparks in München

Als Olympisches Dorf werden die gemeinsamen Unterkünfte der Teilnehmer an Olympischen Spielen bezeichnet. Häufig werden die dazu notwendigen Gebäude neu errichtet und nach den jeweiligen Olympischen Spielen als Wohnungen oder Studentenwohnheime weiterverwendet. Ebenso wurden auch schon bestehende Studentenwohnheime oder Kasernen umgebaut und als Sportlerunterkünfte verwendet. Mitunter wurden die Unterkünfte nach dem Ende der Spiele partiell wieder abgebaut, so beispielsweise bei den Olympischen Winterspielen 1994 in Lillehammer.

## Geschichte
Bei den (inoffiziellen) Olympischen Zwischenspielen anlässlich des 10. Jahrestages der 1. Spiele der Neuzeit in Athen wurde 1906 eine Zeltstadt für die teilnehmenden Sportler errichtet. Andere Quellen berichten von einer Unterbringung im Zappeion, einem Gebäude des Nationalgartens im Zentrum Athens.
Erstmals bei offiziellen Olympischen Spielen wurde ein Olympisches Dorf anlässlich der Olympischen Sommerspiele 1932 in Los Angeles gebaut. Dieses war den männlichen Teilnehmern vorbehalten; die weiblichen Athleten wurden in Hotels untergebracht. Es bestand aus 600 hölzernen Fertighäusern, wurde von privaten Investoren finanziert und nach den Spielen komplett abgebaut. Das Berliner Dorf von 1936 war dagegen erstmals massiv gebaut, da es nach den Spielen militärisch genutzt werden sollte.
Spätestens seit dem Anschlag auf die israelische Olympiamannschaft in München 1972 werden die Olympischen Dörfer streng bewacht. Das galt 2008 auch für das Olympische Dorf in Peking, das mit einem doppelten Zaun mit begehbarem Zwischenraum gesichert war, weil es Anschlagsdrohungen separatistischer Untergrundgruppen gegeben haben soll.

## Liste Olympischer Dörfer
| Spiele                         | Olympisches Dorf                                  | Olympisches Dorf                                  | Kapazität     | Nachnutzung |
| ------------------------------ | ------------------------------------------------- | ------------------------------------------------- | ------------- | --- |
| Sommer 1924 Paris              | OD Paris 1924                                     | OD Paris 1924                                     | –             | Abgerissen |
| Sommer 1932 Los Angeles        | OD Los Angeles in Baldwin Hills                   | OD Los Angeles in Baldwin Hills                   | 2.000         | Abgerissen |
| Sommer 1936 Berlin             | OD Berlin in Elstal                               | OD Berlin in Elstal                               | 4.600         | 1936–1945: Deutscher Militärstützpunkt 1945–1949: Unterkünfte für Vertriebene 1947–1991: Sowjetischer Militärstützpunkt 1993 unter Denkmalschutz gestellt, seit 2004 Freilichtmuseum |
| Sommer 1952 Helsinki           | OD Helsinki in Käpylä                             | OD Helsinki in Käpylä                             | 4.800         | Wohngebäude |
| Winter 1952 Oslo               | OD Oslo in                                        | Oslo-Sogn                                         | 600 + Trainer | Unterkünfte für Studierende |
| Winter 1952 Oslo               | OD Oslo in                                        | Oslo-Ullevål                                      | 400           | Unterkünfte für Angestellte des Ullevål-Universitätsklinikums und für Studierende |
| Winter 1952 Oslo               | OD Oslo in                                        | Oslo-Ila                                          | 200           | Unterkünfte für Senioren |
| Sommer 1956 Melbourne          | OD Melbourne in Banyule                           | OD Melbourne in Banyule                           | 6.500         | Wohngebäude |
| Sommer 1956 Stockholm          | OD Stockholm in den Schlössern Karlberg und Näsby | OD Stockholm in den Schlössern Karlberg und Näsby | –             | – |
| Sommer 1960 Rom                | OD Rom im Municipio II                            | OD Rom im Municipio II                            | 8.000         | Wohngebäude |
| Winter 1960 Squaw Valley       | OD Squaw Valley                                   | OD Squaw Valley                                   | 1.200         | Zeitweise als Hotel, Ferienwohnungen, Konferenz- oder Trainingszentrum. Teile abgerissen                                                                                             |
| Sommer 1964 Tokio              | OD Tokio 1964                                     | OD Tokio 1964                                     | 8.868         | Abgerissen, heute Yoyogi-Park. |
| Winter 1964 Innsbruck          | OD Innsbruck                                      | OD Innsbruck                                      | ~2.000        | Wohngebäude |
| Sommer 1968 Mexiko             | OD Mexiko                                         | OD Mexiko                                         | ~10.000       | Wohngebäude |
| Winter 1968 Grenoble           | OD Grenoble                                       | OD Grenoble                                       | ~2.000        | Wohngebäude |
| Sommer 1972 München            | OD München                                        | OD München                                        | ~12.000       | Wohngebäude, Wohngebäude für Studierende |
| Winter 1972 Sapporo            | OD Sapporo                                        | OD Sapporo                                        | 2.300         | Wohngebäude |
| Sommer 1976 Montreal           | OD Montreal                                       | OD Montreal                                       | ~11.000       | Wohngebäude |
| Winter 1976 Innsbruck          | OD Innsbruck                                      | OD Innsbruck                                      | 7.000         | Wohngebäude |
| Sommer 1980 Moskau             | OD Moskau                                         | OD Moskau                                         | ~14.000       | Wohngebäude |
| Winter 1980 Lake Placid        | OD Lake Placid                                    | OD Lake Placid                                    | ~2.000        | Gefängnis (Federal Correctional Institution, Ray Brook) |
| Sommer 1984 Los Angeles        | OD Los Angeles 1984                               | University of Southern California                 | ~7.000        | Vor und nach den Spielen als Unterkünfte für Studierende. Neu gebaute Gebäude wurden überwiegend abgerissen.                                                                         |
| Sommer 1984 Los Angeles        | OD Los Angeles 1984                               | University of California, Los Angeles             | ~3.700        | Vor und nach den Spielen als Unterkünfte für Studierende. Neu gebaute Gebäude wurden überwiegend abgerissen.                                                                         |
| Winter 1984 Sarajevo           | OD Sarajevo                                       | OD Sarajevo                                       | 2.200         | Wohngebäude, im Bosnienkrieg schwer beschädigt, bis 1999 renoviert |
| Sommer 1988 Seoul              | OD Seoul in Songpa-gu                             | OD Seoul in Songpa-gu                             | 15.000        | Wohngebäude |
| Winter 1988 Calgary            | OD Calgary                                        | Calgary                                           | 2.000         | Unterkünfte für Studierende |
| Winter 1988 Calgary            | OD Calgary                                        | Canmore                                           | 578           | Von der Stadt Canmore übernommen |
| Sommer 1992 Barcelona          | OD Barcelona                                      | OD Barcelona                                      | ~14.000       | Wohngebäude |
| Winter 1992 Albertville        | OD Albertville in Bains-les-Bains                 | OD Albertville in Bains-les-Bains                 | 1.300         | Vorbestehende Hotels, die danach als solche weitergeführt wurden |
| Winter 1994 Lillehammer        | OD Lillehammer                                    | OD Lillehammer                                    | 2.650         | Zentralgebäude: Kindergarten, Kirche, Pflegeschule, Altenheim Wohngebäude: überwiegend als solche weitergenutzt, teilweise abgerissen                                                |
| Sommer 1996 Atlanta            | OD Atlanta an der Georgia Tech                    | OD Atlanta an der Georgia Tech                    | ~15.000       | Unterkünfte für Studierende |
| Winter 1998 Nagano             | OD Nagano                                         | OD Nagano                                         | 3.283*        | Wohngebäude |
| Sommer 2000 Sydney             | OD Sydney in Newington                            | OD Sydney in Newington                            | ~15.300       | Wohngebäude |
| Winter 2002 Salt Lake City     | OD Salt Lake City 2002                            | OD Salt Lake City 2002                            | 3.500         | Unterkünfte für Studierende |
| Sommer 2004 Athen              | OD Athen                                          | OD Athen                                          | 17.000        | Wohngebäude |
| Winter 2006 Turin              | OD Turin                                          | Turin                                             | 2.500         | Wohngebäude, Forschungsstätte |
| Winter 2006 Turin              | OD Turin                                          | Bardonecchia                                      | 725           | Wohngebäude, Hotels als solche weitergenutzt |
| Winter 2006 Turin              | OD Turin                                          | Sestriere                                         | 1.850         | Hotel |
| Sommer 2008 Peking             | OD Peking in Chaoyang                             | OD Peking in Chaoyang                             | 16.000        | Wohngebäude, Parks |
| Winter 2010 Vancouver          | OD Vancouver                                      | Vancouver                                         | 2.720         | Stadtviertel mit Markt, Wohnungen, Büros etc. |
| Winter 2010 Vancouver          | OD Vancouver                                      | Whistler                                          | 2.850         | Ferienwohnungen, Sportleistungszentrum |
| Sommer 2012 London             | OD London                                         | OD London                                         | ~17.000       | Wohngebäude, heutiger Name East Village |
| Winter 2014 Sotschi            | OD Sochi                                          | Sotschi                                           | 2.000         | Wohngebäude |
| Winter 2014 Sotschi            | OD Sochi                                          | Rosa Chutor                                       | 2.900         | Hotels, Ferienwohnungen |
| Sommer 2016 Rio de Janeiro     | OD Rio de Janeiro in Barra da Tijuca              | OD Rio de Janeiro in Barra da Tijuca              | ~18.000       | Verwendung als Hotels geplant |
| Winter 2018 Pyeongchang        | OD Pyeongchang                                    | Pyeongchang                                       | 3.894         | Wohngebäude |
| Winter 2018 Pyeongchang        | OD Pyeongchang                                    | Gangneung                                         | 2.900         | Wohngebäude |
| Sommer 2020 Tokio              | OD Tokio 2020                                     | OD Tokio 2020                                     | ~18.000       | Wohngebäude |
| Winter 2022 Peking             | OD Peking                                         | Peking-Chaoyang                                   | 2.300         | Wohngebäude |
| Winter 2022 Peking             | OD Peking                                         | Yanqing                                           | 1.430         | Hotels, Ferienwohnungen, sonstige gewerbliche Nutzung |
| Winter 2022 Peking             | OD Peking                                         | Zhangjiakou                                       | 2.640         | Hotels, Ferienwohnungen, sonstige gewerbliche Nutzung |
| Sommer 2024 Paris              | OD Paris 2024                                     | OD Paris 2024                                     |               | |
| Winter 2026 Mailand-Cortina    | OD Mailand-Cortina d’Ampezzo                      |                                                   |               | |
| Sommer 2028 Los Angeles        | OD Los Angeles 2028                               |                                                   |               | |
| Winter 2030 Französische Alpen | OD Französische Alpen                             |                                                   |               | |
| Sommer 2032 Brisbane           | OD Brisbane                                       |                                                   |               | |
| Winter 2034 Salt Lake City     | OD Salt Lake City                                 |                                                   |               | |